# Manchester (Georgia)
Manchester ist eine Stadt in den Countys Meriwether und Talbot im US-Bundesstaat Georgia mit 4230 Einwohnern (Stand: 2010).

## Geographie
Manchester befindet sich etwa 20 km südlich von Greenville. Die nächsten größeren Städte sind Columbus (50 km südwestlich) und Atlanta (100 km nördlich).

## Demographische Daten
Laut der Volkszählung von 2010 verteilten sich die damaligen 4230 Einwohner auf 1701 bewohnte Haushalte, was einen Schnitt von 2,49 Personen pro Haushalt ergibt. Insgesamt bestehen 1989 Haushalte. 
64,0 % der Haushalte waren Familienhaushalte (bestehend aus verheirateten Paaren mit oder ohne Nachkommen bzw. einem Elternteil mit Nachkomme) mit einer durchschnittlichen Größe von 3,15 Personen. In 34,5 % aller Haushalte lebten Kinder unter 18 Jahren sowie in 31,6 % aller Haushalte Personen mit mindestens 65 Jahren.
30,1 % der Bevölkerung waren jünger als 20 Jahre, 23,4 % waren 20 bis 39 Jahre alt, 24,5 % waren 40 bis 59 Jahre alt und 22,1 % waren mindestens 60 Jahre alt. Das mittlere Alter betrug 37 Jahre. 44,2 % der Bevölkerung waren männlich und 55,8 % weiblich.
47,8 % der Bevölkerung bezeichneten sich als Weiße, 48,4 % als Afroamerikaner, 0,1 % als Indianer und 1,9 % als Asian Americans. 1,0 % gaben die Angehörigkeit zu einer anderen Ethnie und 0,8 % zu mehreren Ethnien an. 1,7 % der Bevölkerung bestand aus Hispanics oder Latinos.
Das durchschnittliche Jahreseinkommen pro Haushalt lag bei 29.449 USD, dabei lebten 32,5 % der Bevölkerung unter der Armutsgrenze.

## Sehenswürdigkeiten
2002 wurde das Manchester Community Building in das National Register of Historic Places eingetragen.

## Verkehr
Manchester wird von den Georgia State Routes 41, 85, 173 und 190 durchquert. Der nächste Flughafen ist der Flughafen Columbus (rund 50 km südwestlich).

## Kriminalität
Die Kriminalitätsrate lag im Jahr 2010 mit 522 Punkten (US-Durchschnitt: 266 Punkte) im hohen Bereich. Es gab einen Raubüberfall, 18 Körperverletzungen, 115 Einbrüche, 144 Diebstähle, 14 Autodiebstähle und eine Brandstiftung.